# Girl in Red
Мари Ульвен Рингхайм (род.16 февраля 1999), известна как Girl in Red (часто стилизируется строчными буквами: girl in red), — норвежская инди-поп-певица. Её сингл «I Wanna Be Your Girlfriend» был прослушан более 386 миллионов раз на Spotify и занял 9 место в списке «The 68 Best Songs of 2018». С 2018 года Мари Рингхайм выпустила два мини-альбома и собрала более 9 миллионов ежемесячных прослушиваний на Spotify.

## Ранняя жизнь
Мари родилась в Хортане, Норвегия 16 февраля 1999 года. Она выросла со своими сёстрами и родителями, которые находились в разводе. В интервью с Triple J в октябре 2019 Мари описала свои ранние годы как «тихие и довольно скучные». Её отец был полицейским, а мать работала с техникой. Её дедушка умел играть на гитаре и фортепиано, однако сама Мари росла без музыкальных инструментов в доме. Она получила свою первую гитару в 2012 в качестве рождественского подарка от дедушки, но не начинала играть на ней до 2013. Мари считает, что именно дедушка пробудил в ней интерес к музыке. До того, как Мари начала играть на гитаре и сочинять песни, она хотела стать учительницей. Ульвен упорно училась игре на гитаре, фортепиано и производству музыки не выходя из своей спальни.

## Карьера

### 2015—2017: SoundCloud и сингл «I Wanna Be Your Girlfriend»
Получив микрофон Blue Yeti от своего отца в 2015, Мари начала писать и выпускать музыку на норвежском на сервисе SoundCloud под псевдонимом «Lydia X». В том же году она выпустила сингл "Rundt Med Deg" под своим именем на норвежском языке, а в 2016 мини-альбом "Oss". Она перестала посещать уроки игры на гитаре через шесть месяцев после того, как её учитель отказался признать её интерес к написанию песен и продюсированию. Мари придумала свой псевдоним «girl in red» после того, как пыталась найти свою подругу в толпе и описала себя как "Девушка в красном свитере". Используя своё новое прозвище, она выпустила сингл «i wanna be your girlfriend» на сервисе SoundCloud в ноябре 2016 года, где за пять месяцев он набрал около пяти тысяч прослушиваний. После появления сингла на норвежском музыкальном веб-сайте NRK Urørt «i wanna be your girlfriend» собрала тысячи стримов.

### 2018—2019: Мини-альбомыChapter 1иChapter 2

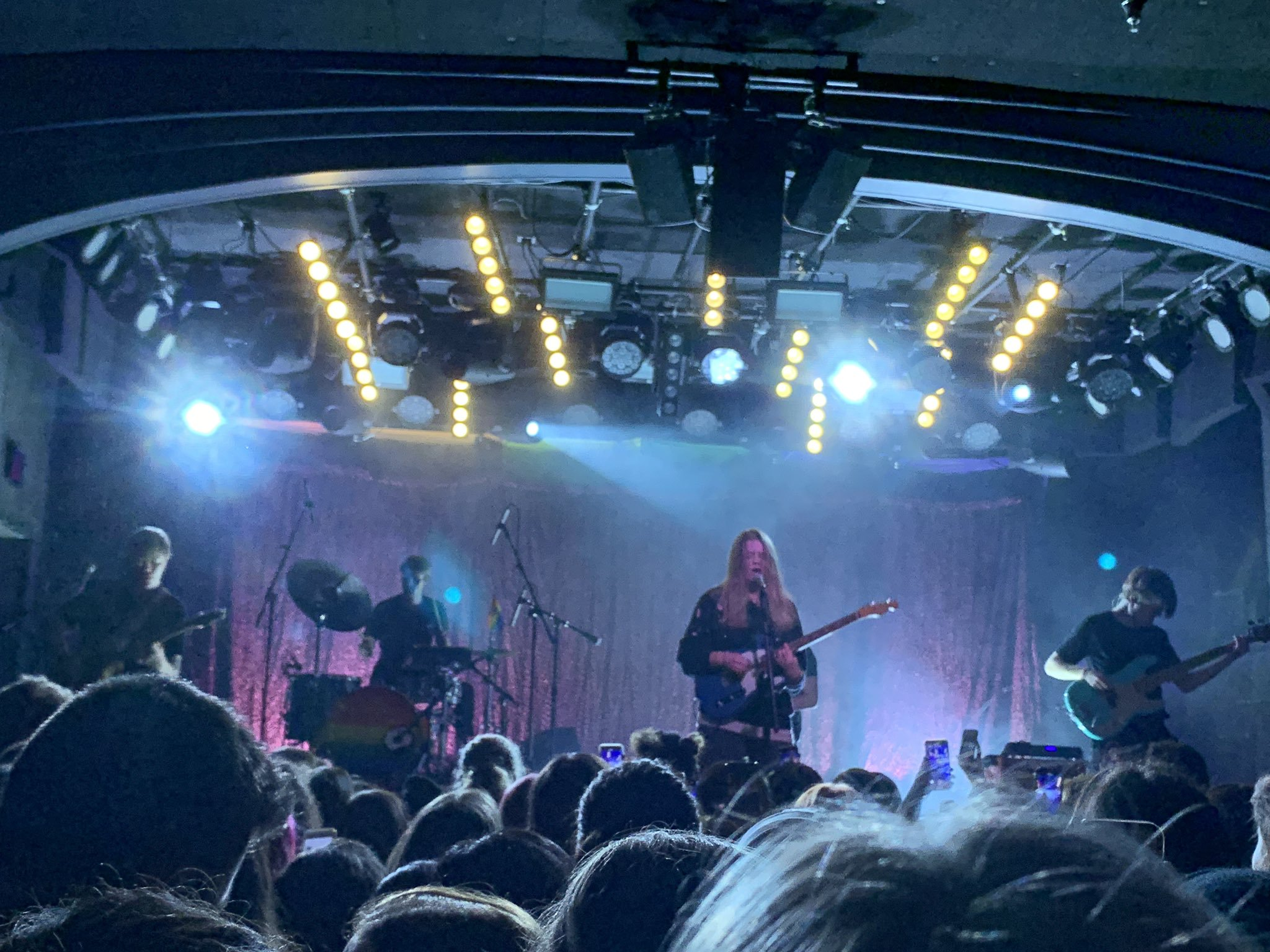
Girl in Red в Лос-Анджелесе, сентябрь 2019

Синглы Мари 2018 года «summer depression» и «girls» набрали миллионы просмотров и стримов в Интернете. В начале 2019 года она получила премию GAFFA Awards 2018 в номинации «Norwegian Newcomer of the Year» («Норвежский Новичок Года»). В марте 2018 года Мари выпустила «i wanna be your girlfriend» на Apple Music, 14 сентября этого же года у неё вышел дебютный мини-альбома «chapter 1», сингл из которого «i wanna be your girlfriend» попал на девятое места списка The New York Times «The 68 Best Songs of 2018» («68 Лучших Песен 2018 Года») и получил премию «Årets Urørt» на P3 Gull awards. После выхода мини-альбома Мари выступала на разогреве на концертах Clairo в Дублине и Париже.
В ноябре 2018 года Мари выпустила сингл «we fell in love in october», который достиг четырнадцатого места в рок-чартах США. В марте 2019 года Мари вместе с певцом Конаном Греем отправилась в свой первый тур по Северной Америке. В сентябре 2019 года Мари выпустила свой второй мини-альбом «chapter 2», а также сборник «Beginnings», вышедший на виниловой пластинке под лейблом AWAL. После выхода второго мини-альбома Мари отправилась в свой первый международный тур «World in Red», выступив в таких городах, как Дублин и Сан-Франциско
Многие её песни стали популярными в TikTok